# Joe Don Baker
Joe Don Baker (* 12. Februar 1936 in Groesback, Texas; † 7. Mai 2025 in Los Angeles, Kalifornien) war ein US-amerikanischer Schauspieler.

## Leben
Bakers Mutter starb, als er 12 Jahre alt war. Eine Tante zog ihn auf. Er studierte am North Texas State College in Denton, wo er 1958 einen Abschluss im Bereich Wirtschaft machte. In dieser Zeit sammelte er erste Erfahrungen als Schauspieler. Danach diente er in der US Army, um dann bei den The Actors Studio zu studieren. 1963/1964 war er schauspielerisch am Broadway tätig und zog dann nach Los Angeles, wo er erste Fernsehrollen übernahm.
Baker begann seine Filmkarriere 1967 an der Seite von Paul Newman in Der Unbeugsame, anschließend folgten Nebenrollen in den Western Die Rache der glorreichen Sieben (1969) und
Missouri (1971). Seinen endgültigen Durchbruch feierte Baker 1973 durch seine Hauptrolle in Phil Karlsons Thriller Der Große aus dem Dunkeln (1973), in dem er sich in der Rolle des Sheriffs Buford Pusser heftige Auseinandersetzungen mit Kriminellen liefert und die Ermordung seiner Ehefrau rächt. Der Film wurde ein Überraschungserfolg und spielte ein Zigfaches seines Budgets ein. Danach folgten für Baker viele Haupt- und Nebenrollen in thematisch ähnlich gelagerten Filmen, so als Mafiakiller in Don Siegels Der große Coup oder als hartgesottener Detektiv in Mitchell (1975).
Wegen seines Erscheinungsbildes – Baker war rund 1,90 m groß und von kräftiger Statur – wurde er gern für die Rollen von Polizisten oder Gangstern besetzt, die mitunter einfältig wirkten. Im Fernsehen spielte unter anderem die Titelrolle in der Serie Eischied (dt. Titel: Schauplatz New York), die in den frühen 1980er-Jahren ausgestrahlt wurde. Seine Darstellung eines CIA-Agenten in der BBC-Serie Am Rande der Finsternis brachte ihm 1985 eine Nominierung für den BAFTA TV Award ein. Neben Fernsehauftritten blieb Baker auch in den 1980er- und 1990er-Jahren im Kino präsent, so als legendärer Baseballspieler in Der Unbeugsame (1984) neben Robert Redford, als Polizeichef in der Krimikomödie Fletch – Der Troublemaker (1985) mit Chevy Chase, als schmieriger Privatdetektiv in Martin Scorseses Kap der Angst (1991) an der Seite von Robert De Niro und Nick Nolte, sowie als schurkischer Geschäftsmann in dem Thriller Congo (1995) mit Laura Linney.
Bekannt wurde Baker auch durch seine Auftritte in drei James-Bond-Filmen. 1987 war er neben Timothy Dalton in Der Hauch des Todes (The Living Daylights) als größenwahnsinniger Waffenhändler Brad Whitaker zu sehen. An der Seite von Pierce Brosnan spielte er die Rolle des CIA-Agenten Jack Wade in den Filmen GoldenEye (GoldenEye, 1995) und Der Morgen stirbt nie (Tomorrow Never Dies, 1997). Baker ist somit der zweite männliche Schauspieler, der sowohl einen Gegner als auch einen Verbündeten von James Bond in Form von zwei verschiedenen Charakteren verkörperte. Zuvor hatte Charles Gray bereits in James Bond 007 – Man lebt nur zweimal und Diamantenfieber einen Verbündeten und einen Bösewicht gespielt. Maud Adams spielte in Octopussy als Zirkuschefin die Verbündete Bonds und in Mann mit dem goldenen Colt die Geliebte des Gegenspielers Bonds.
Insgesamt umfasst Bakers filmisches Schaffen mehr als 80 Film- und Fernsehproduktionen, seinen letzten Auftritt hatte er 2012 im Kinofilm Mud – Kein Ausweg von Jeff Nichols. Baker war von 1969 bis zur Scheidung 1980 mit Marlo Baker verheiratet. Baker starb am 7. Mai 2025 im Alter von 89 Jahren.

## Filmografie (Auswahl)
- 1967: Der Unbeugsame (Cool Hand Luke)
- 1969: Die Rache der glorreichen Sieben (Guns of the Magnificent Seven)
- 1967: Adam at 6 AM
- 1971: Ein mörderisches Team (Welcome Home, Soldier Boys)
- 1972: Junior Bonner
- 1972: Damals im Sommer (That Certain Summer, Fernsehfilm)
- 1973: Die Straßen von San Francisco (Fernsehserie, 1 Episode)
- 1973: Der Große aus dem Dunkeln (Walking Tall)
- 1973: Der große Coup (Charley Varrick)
- 1973: Revolte in der Unterwelt (The Outfit)
- 1974: Das Geheimnis der sieben goldenen Nadeln (Golden Needles)
- 1975: Ein Mann nimmt Rache (Framed)
- 1975: Mitchell
- 1977: Die Meute (The Pack)
- 1977: Speedtrap
- 1977: Checkered Flag or Crash
- 1979–1980: Schauplatz New York (Eischied, Fernsehserie, 13 Episoden)
- 1981: Wacko
- 1983: Die Vidioten (Joysticks)
- 1984: Der Unbeugsame (The Natural)
- 1985: Fletch – Der Troublemaker (Fletch)
- 1984: Final Justice
- 1985: Am Rande der Finsternis (Edge of Darkness, Mini-Serie)
- 1986: Inferno USA (Hostage Dallas)
- 1987: James Bond 007 – Der Hauch des Todes (The Living Daylights)
- 1987: The Killing Time
- 1987: Bill Cosby – Die Superkanone (Leonard Part 6)
- 1988: Der Frauenmörder (Criminal Law)
- 1991: Kap der Angst (Cape Fear)
- 1992: Ein ehrenwerter Gentleman (The Distinguished Gentleman)
- 1994: Reality Bites – Voll das Leben (Reality Bites)
- 1994: Ring of Steel
- 1995: Die Kehrseite der Medaille (Underneath)
- 1995: Panther
- 1995: Die Grasharfe (The Grass Harp)
- 1995: James Bond 007 – GoldenEye (GoldenEye)
- 1995: Congo
- 1996: Mars Attacks!
- 1997: James Bond 007 – Der Morgen stirbt nie (Tomorrow Never Dies)
- 1997: Wallace (George Wallace)
- 1998: Poodle Springs (Fernsehfilm)
- 2001: Vegas, City of Dreams
- 2001: Joe Dreck (Joe Dirt)
- 2003: The Commission
- 2005: Ein Duke kommt selten allein (The Dukes of Hazzard)
- 2008: Strange Wilderness
- 2009: The Cleaner (Fernsehserie, eine Episode)
- 2012: Mud – Kein Ausweg (Mud)